# Zhang Lan
Zhang Lan (chino simplificado: 张澜; chino tradicional: 張瀾; pinyin: Zhāng Lán; Nanchong, Sichuan, 2 de abril de 1872 - Pekín, 9 de febrero de 1955), nombre de cortesía Biaofang, fue un activista político chino conocido por ser el presidente de la Liga Democrática de China desde su fundación en 1941 hasta su muerte en 1955.

## Biografía
Zhang nació en una familia de eruditos en Nanchong, Sichuan, en 1872. Siendo testigo de la agitación que precedió a la caída de la dinastía Qing, Zhang se sintió atraído por las ideas reformistas de Liang Qichao y se unió al grupo que abogaba por la monarquía constitucional en China. En 1911, Zhang fue vicepresidente del comité de accionistas que se opuso a la nacionalización propuesta del proyecto de ferrocarril Sichuan-Hankou. Las protestas contra el plan evolucionaron en un levantamiento que las autoridades sofocaron fácilmente. 
Zhang continuó como líder político en la provincia de Sichuan. En 1916, organizó un pequeño grupo para actuar contra Yuan Shikai, pero Yuan murió antes de que las tropas entraran en acción. Sirvió brevemente en 1920 como gobernador de la provincia de Sichuan. Sin embargo, en los años siguientes, Zhang se centró principalmente en la educación. Se desempeñó como presidente de la Universidad Normal de Chengdu durante dos años, antes de convertirse en presidente de la Universidad de Chengdu en 1928. Después de que comenzara la segunda guerra sino-japonesa en 1937, Zhang fue nombrado miembro del Consejo Político Nacional (國民參政會). Aunque rara vez participó en las deliberaciones del organismo, fue respetado por sus discursos en los que criticaba al gobierno nacionalista. 
Cuando varios grupos de oposición se unieron para formar la Liga de Grupos Políticos Democráticos Chinos en 1941, Zhang fue elegido presidente. Como figura no partidista, calmó los desacuerdos entre los diversos grupos constituyentes de la Liga. Conservó este puesto después de la reorganización de la Liga en la Liga Democrática de China en 1944 y hasta su muerte en 1955. 
La Liga Democrática de China fue ilegalizada en 1947, después de lo cual Zhang fue puesto bajo arresto domiciliario en Shanghái. En la primavera de 1949 escapó con la ayuda de agentes del Partido Comunista de China y viajó a Pekín para ayudar a formar el nuevo gobierno. Encabezó la delegación de la Liga Democrática de China en la primera Conferencia Consultiva Política del Pueblo Chino en septiembre de 1949, y fue elegido uno de los vicepresidentes del Gobierno Popular Central después de la fundación de la República Popular China el 1 de octubre. Zhang ocupó este cargo hasta 1954, cuando se reorganizó el gobierno para tener un solo vicepresidente, momento en el que fue nombrado vicepresidente del Comité Permanente de la Asamblea Popular Nacional. Zhang murió de arteriosclerosis en febrero de 1955 a la edad de 84 años. Le sobrevivió su esposa, Liu Huicheng.
- Datos: Q8308839
- Multimedia: Zhang Lan / Q8308839